# Bobrokształtne
Bobrokształtne (Castorimorphi) – infrarząd ssaków z podrzędu Supramyomorpha w rzędzie gryzoni (Rodentia).

## Systematyka
Do infrarzędu Castorimorphi należą następujące nadrodziny:
- Castoroidea Hemprich, 1820
- Geomyoidea Bonaparte, 1845